# Jean Lardi
Giovanni Lardi, noto solo come Jean Lardi (Fanano, 11 luglio 1898 – ...), è stato un calciatore e allenatore di calcio italiano naturalizzato francese, di ruolo centrocampista.

## Biografia
Giovanni Lardi nacque in Italia, a Fanano, Provincia di Modena. Trasferitosi in Francia, assunse nazionalità francese, venendo conosciuto come Jean Lardi.

### Carriera

#### Calciatore
Esordì nel Nizza nella Division Nationale 1932-1933, ottenendo il settimo posto del Girone A. Al termine della stagione seguente la squadra retrocesse in cadetteria, a seguito del tredicesimo e penultimo posto nel girone unico di campionato.

#### Allenatore
Nella stagione 1934-1935 Lardi ha allenato l'Antibes, nella prima divisione francese.
Lardi sedette per la prima volta sulla panchina del Nizza nella serie cadetta 1946-1947, subentrando a Maurice Castro nel mese di dicembre. Concluse la stagione al diciottesimo posto finale, garantendo ai nizzardi la permanenza nella seconda divisione.
Torna alla guida del Nizza nel dicembre 1950, questa volta nella massima serie, subentrando ad Élie Rous. Rimase alla guida del club nizzardo sino al mese seguente, quando assunse l'incarico Numa Andoire. Il torneo si sarebbe concluso con la vittoria finale dei rossoneri.